# La captura de Guatimoc (Cuauhtémoc) en la laguna de Texcoco
La captura de Guatimoc (Cuauhtémoc) en la laguna de Texcoco es una pintura de Luis Coto realizada en 1881. La obra es de estilo costumbrista y es parte del acervo del Museo Nacional de Arte de la Ciudad de México.

## Contexto histórico
Luis Coto fue un pintor mexicano destacado del siglo XIX, considerado como uno de los mejores pintores de la época. La generación en donde se formó, sus obras estuvieron caracterizadas por los paisajes naturales, los episodios costumbristas, y los paisajes con acontecimientos históricos patrios, desde una perspectiva conmemorativa. Entre los temas más frecuentes para tales obras se figuran entre los tiempos precolombinos y los de la Conquista española.
La pintura La Captura de Guatimoc [Cuauhtémoc] en la Laguna de Texcoco fue realizada en 1881, bajo el estilo costumbrista, enfocado en un acontecimiento histórico, específicamente la captura de Cuauhtémoc, que tuvo como lugar la Laguna de Texcoco en la antigua Ciudad de México-Tenochtitlan.

## Descripción de la obra

### Información técnica
El autor de la obra es Luis Coto, le dio como nombre La captura de Guatimoc (Cuauhtémoc) en la Laguna de Texcoco, y fue pintada en 1881. La técnica utilizada es la del óleo sobre tela, tiene un tamaño de 125 x 173 cm, se localiza en el Museo Nacional de Arte (MUNAL), Ciudad de México. Se adquirió en el año de 2014 en el Museo Nacional de Arte de la Ciudad de México.

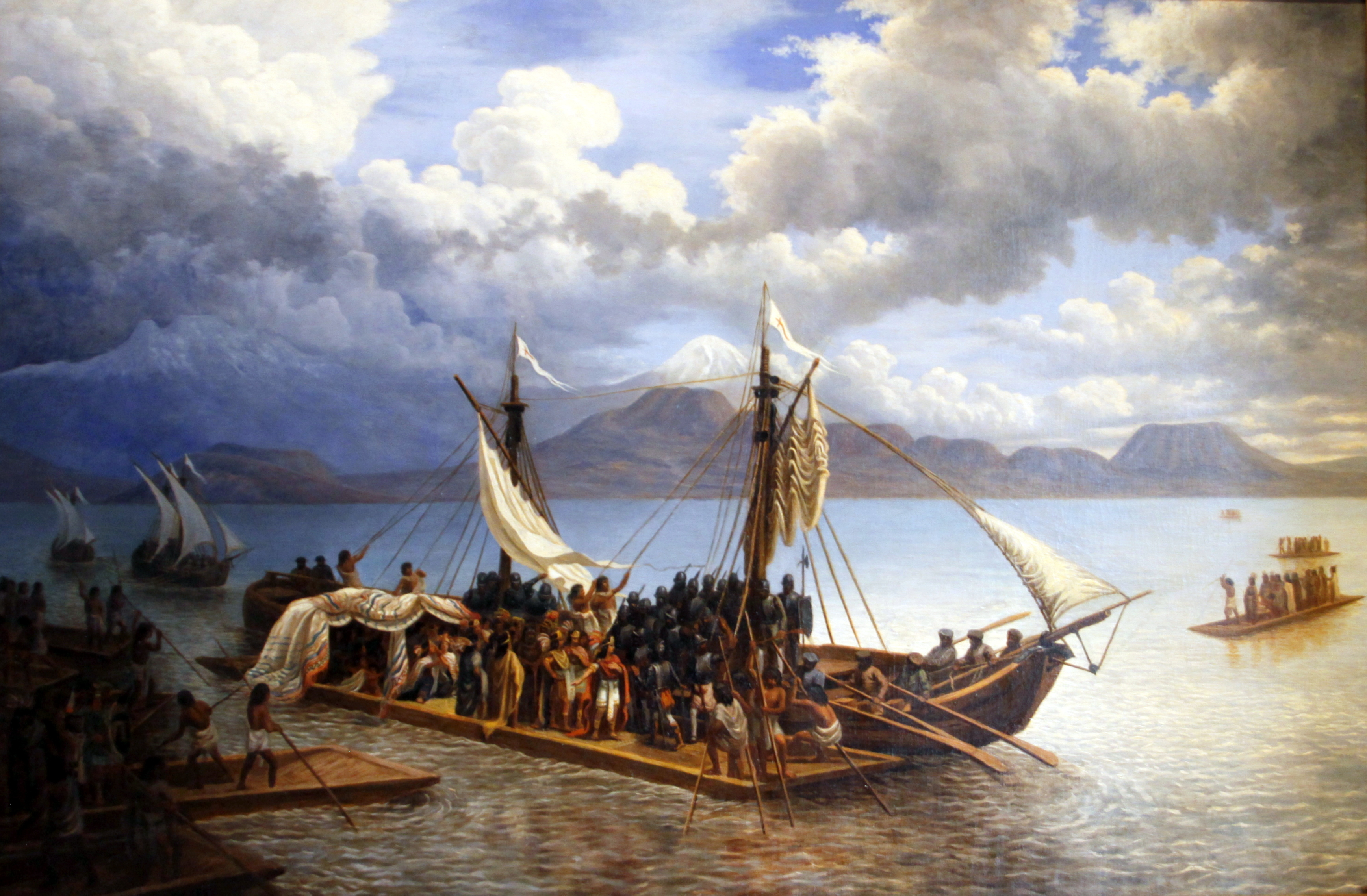
Detalle de la obra de Luis Coto.

### Tema de la obra
En esta pintura el autor escenifica la captura del príncipe de Tlatelolco y último tlatoani de México-Tenochtitlán, Cuauhtémoc. Este evento fue protagonizado por Hernán Cortés, quien vino desde España en busca de riquezas, y junto con su ejército, llegaron hasta la laguna de Texcoco, considerada la más grande de la cuenca del Anáhuac; teniendo como consecuencia la caída del Imperio Azteca. La canoa en donde iba Cuauhtémoc se caracteriza por estar construida con los mejores materiales, pues era digna del príncipe de Tlatelolco. En la escena se puede observar que iba acompañado de algunos principales; el ejército de García Holguín se dirige hacia la canoa y la conduce hacia Cortés. También se puede apreciar que el ejército se encuentra detrás de la canoa de Cuauhtémoc; mientras al fondo el agua está en calma, lo que indica que la escenificación de este momento estuvo acompañada del clima y disponibilidad del ambiente para lograr tal captura.
Se destacan los colores usados, pues para captar la atención del espectador, Luis Coto, dirige la luz hacia los personajes principales, Cuauhtémoc, sus acompañantes, García Holguín y los cómplices tlaxcaltecas que ayudan con tal hazaña. Con ello se manifiesta el acontecimiento histórico, pues quedará plasmado en esta pintura para recordar al último emperador azteca que, como lo sugiere la historiografía, fue el héroe indígena, quien con sus virtudes estaba en desacuerdo con las milicias que solo tenían el objetivo de tener el poder e imponerlo.
También se puede observar que era superior la fuerza de las milicias españolas, en comparación con las armas de los que acompañaban al emperador Cuauhtémoc, por lo que en la escena no se ve ningún movimiento por parte de él, lo que simboliza que se había rendido y como buen soldado permite que lo llevaran con Hernán Cortés.
El cuadro está citado en el Catálogo General de las obras presentadas en la XX Exposición de Obras de Bellas Artes, abierta el 5 de noviembre de 1881, año del centenario de la fundación de la Academia.
Información técnica de la obra

### Contexto de la pintura
El 13 de agosto de 1521, Cuauhtémoc se rindió ante las tropas españolas con el fin de evitar más sufrimientos. Esto significaba que México-Tenochtitlán estaría en calidad de vasallo del rey de España y estaría obligado a pagarle tributo. Cuauhtémoc fue hecho prisionero por el capitán García Holguín cuando huía de Tlatelolco en una canoa y fue llevado ante Cortés. El Tlatoani' le solicitó que le diera muerte ritual, pero Cortés no entendía sus peticiones, por lo que le negó la muerte.